# Annopol (obwód grodzieński)
Annopol (biał. Анапаль, Anapal; ros. Анаполь, Anapol) – chutor na Białorusi, w obwodzie grodzieńskim, w rejonie ostrowieckim, w sielsowiecie Worniany.

## Historia
W dwudziestoleciu międzywojennym leśniczówka leżąca w Polsce, w województwie wileńskim, w powiecie wileńsko-trockim, w gminie Worniany.
Po II wojnie światowej w granicach Związku Sowieckiego. Od 1991 w niepodległej Białorusi.